# Jitotol
Jitotol es una localidad del estado mexicano de Chiapas, cabecera del municipio homónimo. 

## Toponimia
El nombre Jitotol proviene del náhuatl y se traduce como "lugar de la lengua hermosa".

## Geografía
Está ubicada en la posición 17°4′0″N 92°51′37″O / 17.06667, -92.86028, a una altitud de 1642 m s. n. m.

## Demografía
Cuenta con 5580 habitantes lo que representa un incremento promedio de 2.4% anual en el período 2010-2020 sobre la base de los 4427 habitantes registrados en el censo anterior. Ocupa una superficie de 1.517 km², lo que determina al año 2020 una densidad de 3678 hab/km².
| Gráfica de evolución demográfica de Jitotol entre 2000 y 2020     |
|                                                                   |
| Fuente: Instituto Nacional de Estadística Geografía e Informática |

La población de Jitotol está mayoritariamente alfabetizada (7.03% de personas analfabetas al año 2020) con un grado de escolarización en torno de los 9 años. El 37.97% de la población es indígena.